# نیمه تاریک ماه (کتاب)
نیمه تاریک ماه مجموعه داستانهای کوتاه هوشنگ گلشیری نویسنده معاصر ایرانی است. وی این اثر را حاصل تمام زحمات خود در عرصه داستان کوتاه می‌داند. این مجموعه دربرگیرنده داستان‌های اوست که از سال ۱۳۳۹ تا ۱۳۷۷ به نگارش درآمده.
این مجموعه ابتدا قرار بوده در هنگام حیات او و به صورت مجلدهای جداگانه، داستان کوتاه، رمان و نقد منتشر شود ولی متأسفانه با توجه به مرگ نویسنده این اتفاق میسر نمی‌شود. فرزانه طاهری، همسر هوشنگ گلشیری، در سال ۱۳۸۰ توانست این مجموعهٔ غنی را گردآوری و منتشر کند. او در مقدمه این چاپ ازسختی‌های امانت‌داری در انتشار داستان‌ها نوشته. داستان‌های این مجموعه به ترتیب تاریخ نوشتار مرتب شده‌اند، به‌طوری که داستان «چنار» که نخستین داستان این مجموعه به‌شمار می‌رود اولین بار در سال ۱۳۳۹ و در مجله پیام نوین منتشر شده و داستان «زندانی باغان» به تاریخ مهر ماه ۱۳۷۷ آخرین داستان این مجلد را شامل می‌شود.
داستانهای  خوابگرد و  بر ما چه رفته‌است باربد از این مجموعه حذف شده‌است.
این مجموعه جز داستان‌های کوتاه «معصوم ۲»، «معصوم ۴» (از مجموعهٔ «نمازخانهٔ کوچک من»)، داستان بلند «جبه‌خانه» (از مجموعهٔ «جُبّه‌خانه»)، داستان‌های کوتاه «بر ما چه رفته‌است، باربد؟»، «خوابگرد» (از «پنج گنج») و داستان بلند «شاه سیاه‌پوشان» منسوب به گلشیری حاوی تمام داستان‌های کوتاه نویسنده است.

## نام داستان‌ها
داستان‌های این مجموعه عبارتند از:
«چنار» (پیام نوین، ۳۹)، «دهلیز» (زمستان۴۳)، «ملخ» (مرداد ۴۵)، «پرنده فقط یک پرنده بود»، «شب شک» (جنگ اصفهان، دفتر چهارم، بهار ۴۶)، «مثل همیشه» (جنگ اصفهان، دفتر پنجم، تابستان ۴۶)، «دخمه‌ای برای سمور آبی» (جنگ اصفهان، دفتر ششم، بهار ۴۷)، «عیادت»، «پشت ساقه‌های نازک تجیر»، «یک داستان خوب اجتماعی»، «مردی با کروات سرخ» (جنگ اصفهان، دفتر هفتم، زمستان ۴۷)، «عکسی برای قاب عکس خالی من»، «معصوم اول» (جنگ اصفهان، دفتر هشتم، تابستان ۴۹)، «معصوم سوم»، «هر دو روی سکه» (شهریور ۵۰)، «گرگ» (رودکی، ش۱۰، ۱۰ مرداد ۵۱)، «عروسک چینی من» (شهریور ۵۱)، «نمازخانهٔ کوچک من» (رودکی، ش ۱۷، نوروز ۷۲)، «بختک» (رودکی، ش ۱۷، نوروز ۵۲)، «به خدا من فاحشه نیستم» (رودکی، ش ۵۹، شهریور۵۵)، «سبز مثل طوطی، سیاه مثل کلاغ» (احنمالن ۵۸)، «فتحنامهٔ مغان» (آذر ۵۹)، «میر نوروزی ما» (خرداد ۶۳)، «نیروانای من» (مهر ۶۶)، «نقشبندان» (خرداد ۶۸)»، «شرحی بر قصیدهٔ جمیله» (شهریور و مهر ۶۹)، «خانه روشنان» (اسفند ۷۰-شهریور ۷۱)، «دست تاریک، دست روشن» (خرداد ۷۲)، «نقاش باغانی» (شهریور ۷۲)، «انفجار بزرگ» (آبان ۷۲)، «حریف شب‌های تار» (آذر ۷۳)، «گنج‌نامه» (آبان ۷۳)، «زیر درخت لیل» (دی ۷۴)، «بانویی و آنه و من» (فروردین ۷۶)، «آتش زرتشت» (فروردین ۷۶)، «زندانی باغان» (مهر ۷۷)

### مقدمه کتاب
در مقدمه مفصلی که ابتدای کتاب آمده، نویسنده به بررسی دوره‌های مختلف داستان‌نویسی و عقایدی که در دوران مختلف داشته پرداخته.
دورهٔ اول، دورهٔ انجمن ادبی صائب
دورهٔ دوم، اصحاب جُنگ
دورهٔ سوم از سال‌های ۵۳ تا ۵۶
دورهٔ کانون، از ۵۶ تا ۵۷
دورهٔ سوم جُنگ اصفهان، از ۵۷ تا ۵۸
دورهٔ کانون، از ۵۹ تا ۶۱
دورهٔ پنجشنبه‌ها، از اواسط ۶۲ تا اواخر ۶۷
او در ادامه می‌نویسد که: «غرض از آنچه رفت نه بث‌الشکری که حسب حالی بود به خلاصه‌ترین شکل تا ادای دینی کرده باشیم به عزیزانی که ما را تاب آوردند، از برادرم احمد تا حال که باز نقشی دیگر بخواهیم بزنیم. می‌ماند که از ۵۸ تاکنون هیچ کار من بی‌صواب‌دید همسرم فرزانهٔ طاهری در نیامده است و این گفته را به معنای حقیقی باید گرفت و نه اینکه او مثلاً شربتی به دستمان داده باشد و بچه‌ها را ساکت کرده باشد یا ولگردیهامان را بخشیده باشد.»
هوشنگ گلشیری همواره به عنوان یکی از روشنفکران بزرگ معاصر به‌شمار می‌آمده و در تمام دوره‌های مختلف زندگانی‌اش دست از تلاش در راه تحقق آزادی و انسانیت دست برنداشته است. او مشغله‌های داستان‌نویسی خود را در طول سال‌های مختلف نویسندگی‌تش به شش دسته تقسیم می‌کند:
1. مشغلهٔ واقعیت و خیال
2. مشغلهٔ سیاست
3. مشغلهٔ گذشته و گذشتگان
4. مشغلهٔ ابزار شناخت بودن ادبیات
5. مشغلهٔ زبان
6. مشغلهٔ ساختار داستان

### تکه‌ای از داستان
تکه‌ای از داستان «چنار»:
نزدیکی‌های غروب بود که مردی از یکی از چنارهای خیابان بالا می‌رفت. دو دستش را به آرامی به گره‌های درخت بند می‌کرد و پاهایش را دور چنار چنبره می‌زد و از تنه خشک و پوسیده چنار بالا می‌خزید. پشت خشتک او دو وصله ناهم‌رنگ دهن‌کجی می‌کردند و ته یک لنگه کفشش هم پاره بود.
مردم که به مغازه‌ها نگاه می‌کردند برگشتند و بالا رفتن مرد را تماشا کردند. زنِ جوانی که بازوهای بلوریش را بیرون انداخته بود دست پسر کوچک و تپل‌مپلش را گرفت و به تماشای مرد که داشت از چنار بالا و بالاتر می‌رفت پرداخت. جوان قدبلندی با دو انگشت دست راستش گره کراوتش را شل و سفت کرد و بعد به مرد خیره شد. آن‌گاه برگشت و نگاهش را روی بازو و سینه زن جوان لغزاند.
سوراخ‌های آسمان با چند تکه ابر سفید و چرک وصله پینه شده بود و نور زرد رنگِ خورشید نصفِ تنة چنار را روشن می‌کرد. مرد که کلاه شاپو بر سرش بود با تعجب پرسید: «برای چی بالا می‌ره؟»
مرد خپله و شکم گنده‌ای که پهلوی دستش‌ایستاده بود زیرِ لب غر زد: «نمی‌دونم. شاید دیوونه‌س.»
جوانک گفت: «نه دیوونه نیس. شاید می‌خواد خودکشی بکنه.»...